# Pie de la Cuesta, Hidalgo
Pie de la Cuesta är en ort i Mexiko.   Den ligger i kommunen Metztitlán och delstaten Hidalgo, i den sydöstra delen av landet, 140 km norr om huvudstaden Mexico City. Pie de la Cuesta ligger 1 267 meter över havet och antalet invånare är 113.
Terrängen runt Pie de la Cuesta är varierad. Pie de la Cuesta ligger nere i en dal. Runt Pie de la Cuesta är det glesbefolkat, med 20 invånare per kvadratkilometer. Närmaste större samhälle är Zacualtipán, 19,7 km öster om Pie de la Cuesta. I omgivningarna runt Pie de la Cuesta växer huvudsakligen savannskog.